# Zdzisław Szyjewski
Zdzisław Szyjewski (ur. 1946) – polski wykładowca akademicki, informatyk i działacz społeczny, profesor doktor habilitowany.

## Wykształcenie i praca zawodowa
Ukończył matematykę na Wydziale Mat-Fiz-Chem Uniwersytetu Łódzkiego, doktoryzował się na Wydziale Inżynieryjno-Ekonomicznym Politechniki Szczecińskiej, habilitował w 1993 na Wydziale Ekonomicznym Uniwersytetu Szczecińskiego. Tytuł profesora nauk ekonomicznych otrzymał, na wniosek Akademii Ekonomicznej we Wrocławiu, postanowieniem Prezydenta RP z 29 sierpnia 2005.
Jest dyrektorem Instytutu Informatyki w Zarządzaniu na Wydziale Nauk Ekonomicznych i Zarządzania Uniwersytetu Szczecińskiego.

## Dorobek naukowy
Jest autorem licznych publikacji z zakresu projektowania, programowania i zastosowań informatyki
oraz redaktorem wydawnictw konferencyjnych. Zarządzał realizacją systemów informatycznych dla centralnych jednostek administracji. Jest autorem wielu recenzji i opinii dotyczących projektów i koncepcji systemów informatycznych, w tym dla administracji państwowej. Opracował ścieżkę szkoleniową i był wieloletnim wykładowcą z zakresu zarządzania projektami w IBM Polska. Był organizatorem i wykładowcą studiów podyplomowych z zakresu zarządzania projektami, prowadzonych wspólnie przez PTI i ORGMASZ.

## Działalność społeczna
Był prezesem Polskiego Towarzystwa Informatycznego w latach 1996–2005, w 2005 został Członkiem Honorowym PTI. Zorganizował wiele konferencji naukowych, w tym m.in. organizowane od 1988 Wiosenne Szkoły PTI. Był wiceprzewodniczącym 2. i 3. Kongresu Informatyki Polskiej.
W latach 2007–2009 pełnił funkcję przewodniczącego Rady Informatyzacji przy MSWiA.
Jako członek ZG PTI nadzoruje wdrożenie EUCIP w Polsce.

## Nagrody i odznaczenia
Odznaczony Złotym Krzyżem Zasługi za wybitne osiągnięcia dla informatyzacji kraju.
Otrzymał Medal 70-lecia Polskiej Informatyki, przyznany przez Kapitułę Polskiego Towarzystwa Informatycznego w 2018.